# Region Bukareszt-Ilfov
Region rozwoju Bukareszt-Ilfov – (rum. Regiunea de dezvoltare București și Ilfov) jest jednym z 8 regionów rozwoju Rumunii. W granicach regionu znajduje się Bukareszt oraz Okręg Ilfov.